# Giuseppe Bonici
Giuseppe Bonici (1707–1779) fue un arquitecto e ingeniero militar maltés. Su estilo se enmarca dentro de la Arquitectura barroca en Malta. Se le atribuyen varios edificios en Malta como la Iglesia colegiata de la Inmaculada Concepción en Bomla o la Iglesia de Santa Bárbara en La Valeta. La aduana de La Valeta se considera su obra más importante, la diseñó en 1774.

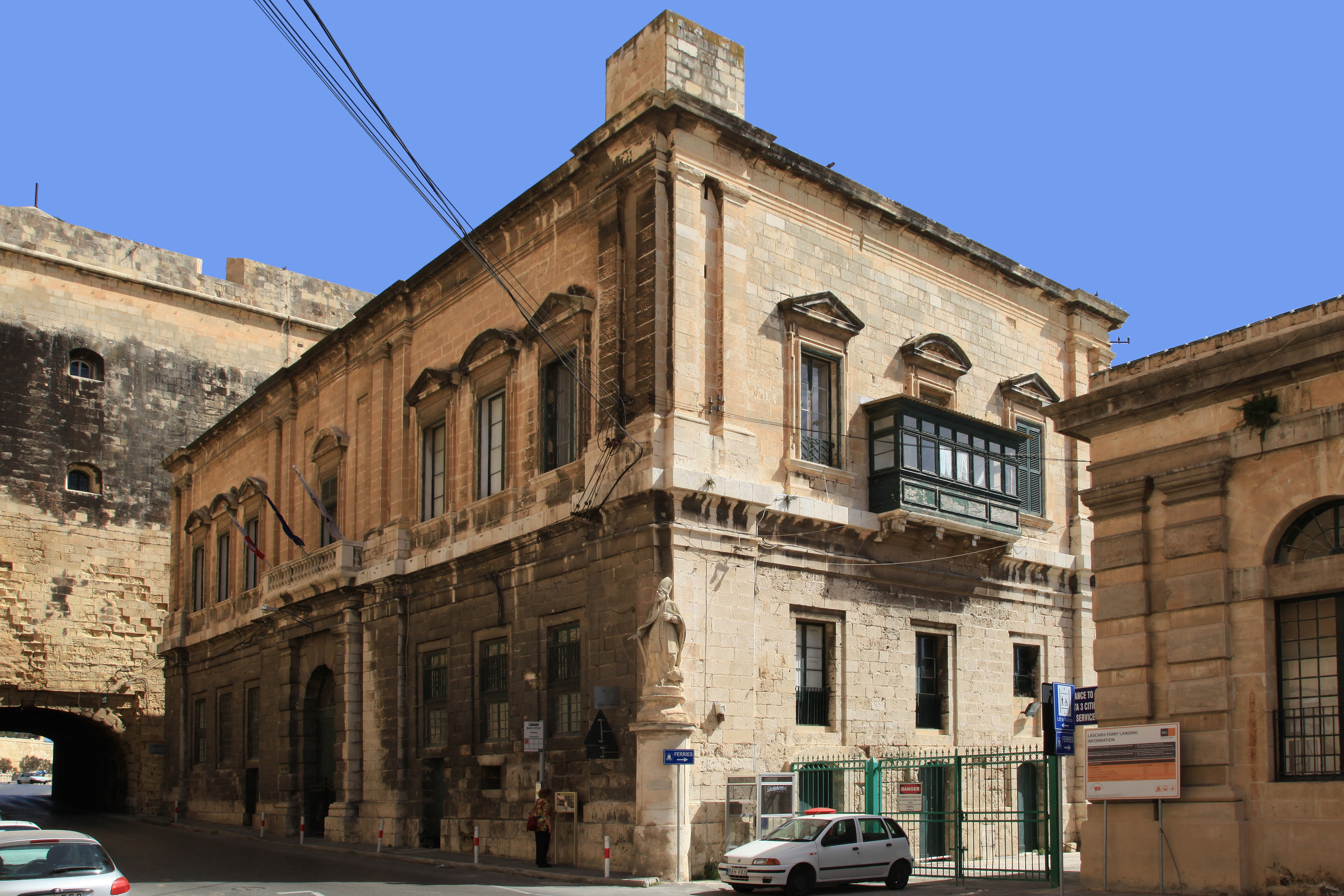
Aduana, Valeta

## Biografía
Empezó a bosquejar planos arquitectónicos de muy joven y fue alumno del arquitecto maltés Giovanni Barbara y luego del ingeniero militar francés René Jacob de Tigné. Realizó planos para la Parroquia de San Publio en Floriana en 1734, lo que le granjeó cierta fama de maestro arquitectónico religioso.
A lo largo de su carrera, ocupó varios puestos importantes: fue ingeniero del Commissari Domorum o Capomastro delle Opere della Religione, siendo el arquitecto principal de la Orden de San Juan de Jerusalén de 1964 hasta su muerte, donado de la orden o miembro del Monte della Redenzione degli Schiavi.